# Atletica leggera ai Giochi della XXX Olimpiade - Lancio del disco femminile

[https://www.youtube.com/watch?v=Ms1bSKh09h4 Video della Finale

Ai Giochi della XXX Olimpiade, la competizione del lancio del disco femminile si è svolta il 3 e il 4 agosto presso lo Stadio Olimpico di Londra.

## Presenze ed assenze delle campionesse in carica
Per i campionati europei si considera l'edizione del 2010.
| Competizione         | Atleta                  | Prestazione | Londra 2012 |
| -------------------- | ----------------------- | ----------- | ----------- |
| Olimpiadi 2008       | Stephanie Brown-Trafton | 64,74 m     | Presente    |
| Europei 2010         | Sandra Perković         | 64,67 m     | Presente    |
| Asiatici 2010        | Li Yanfeng              | 66,18 m     | Presente    |
| Panamericani 2011    | Yarelis Barrios         | 66,40 m     | Presente    |
| Mondiali 2011        | Li Yanfeng              | 66,52 m     | Presente    |
|                      |                         |             |             |
| Mondiali junior 2008 | Shangxue Xi             | 54,96 m     | Non selez.  |

## La gara
Il miglior lancio di qualificazione appartiene alla cubana Yarelys Barrios con 65,94.
Al primo lancio è in testa la tedesca Nadine Müller (65,71), che però non sa ripetersi nei turni successivi. Al secondo turno la giovane croata (classe 1990) Sandra Perković prende il comando della gara (68,11). Non lo lascerà più fino alla fine. Al turno successivo consolida il suo primato con 69,11.
La seconda in classifica provvisoria, la campionessa mondiale in carica Li Yanfeng, è staccata di 1,89 metri. Segue la cubana Barrios con 66,38.
L'alta classifica non subisce ulteriori modifiche fino al quinto salto, quando la russa Dar'ja Piščal'nikova sale a 67,56 aggiudicandosi l'argento.
Sandra Perković è la prima campionessa olimpica della Croazia, stato indipendente dal 1991. La campionessa uscente, Stephanie Brown Trafton, finisce settima con 63,01.

## Squalifica per doping
L'8 novembre 2012 Dar'ja Piščal'nikova viene trovata positiva all'oxandrolone, uno steroide anabolizzante, ad un test antidoping effettuato il 20 maggio. Nel 2013 la Federazione russa di atletica leggera rende nota la squalifica dell'atleta per un periodo di 10 anni; all'atleta vengono annullati tutti i risultati ottenuti dal maggio 2012, compreso il secondo posto ai Giochi olimpici di Londra.
La nuova classifica vede pertanto al secondo posto Li Yanfeng ed al terzo Yarelys Barrios.

## Risultati

### Finale
| Pos     | Atleta                  | Età | Paese       | 1º    | 2º    | 3º    | 4º    | 5º    | 6º    | Risultato | Note |
| ------- | ----------------------- | --- | ----------- | ----- | ----- | ----- | ----- | ----- | ----- | --------- | ---- |
| Oro     | Sandra Perković         | 22  | Croazia     | 64,58 | 68,11 | 69,11 | x     | 66,96 | 64,03 | 69,11     |      |
| Argento | Li Yanfeng              | 33  | Cina        | X     | 67,22 | x     | x     | 63,64 | x     | 67,22     |      |
| Bronzo  | Yarelis Barrios         | 29  | Cuba        | 63,97 | 66,38 | 64,84 | 64,06 | x     | 65,21 | 66,38     |      |
| 4       | Nadine Müller           | 27  | Germania    | 65,71 | 65,06 | x     | 64,16 | 64,35 | 65,94 | 65,94     |      |
| 5       | Mélina Robert-Michon    | 33  | Francia     | 62,23 | 61,70 | 62,41 | 62,66 | 63,62 | 63,98 | 63,98     |      |
| 6       | Krishna Poonia          | 30  | India       | 62,42 | x     | 61,61 | x     | 63,62 | 61,31 | 63,62     |      |
| 7       | Stephanie Brown-Trafton | 33  | Stati Uniti | 63,01 | x     | 59,30 | x     | x     | 61,89 | 63,01     |      |
| 8       | Zinaida Sendriūtė       | 28  | Lituania    | 61,68 | x     | x     | -     | -     | -     | 61,68     |      |
| 9       | Anna Rüh                | 19  | Germania    | 59,95 | x     | 61,36 | -     | -     | -     | 61,36     |      |
| 10      | Ma Xuejun               | 27  | Cina        | 61,02 | x     | 60,72 | -     | -     | -     | 61,02     |      |
| 11      | Dani Samuels            | 24  | Australia   | 60,40 | 59,86 | 57,87 | -     | -     | -     | 60,40     |      |
|         | Dar'ja Piščal'nikova    |     | Russia      | 65,19 | 62,07 | 65,06 | 66,42 | 67,56 | 59,13 | -         | dq   |